# Maria von Schottland
Maria von Schottland (Originaltitel: Mary of Scotland) ist ein US-amerikanischer Historienfilm von John Ford aus dem Jahr 1936 mit Katharine Hepburn in der Titelrolle. Als literarische Vorlage diente ein Theaterstück von Maxwell Anderson.

## Handlung
Nach dem Tod ihres Gatten Franz II., des Königs von Frankreich, kehrt Maria Stuart im Jahr 1561 in ihre schottische Heimat zurück, um von dort aus ihren Anspruch auf den englischen Thron geltend zu machen. Ihrer Cousine Elizabeth, der Königin von England, die in Maria eine politische Gefahr sieht, gelingt es nicht, zu verhindern, dass Maria mit ihrem italienischen Sekretär David Rizzio wohlbehalten in Schottland eintrifft. In Holyrood Palace nahe Edinburgh sieht Maria ihren Halbbruder wieder, den Earl of Moray, der während ihrer Abwesenheit über Schottland regiert hat. Maria, eine überzeugte Katholikin, wird daraufhin von John Knox, dem Führer der protestantischen Glaubensrichtung der Presbyterianer, öffentlich diffamiert. Der Earl of Bothwell, der ebenfalls Protestant ist, stellt sich jedoch auf Marias Seite. Elizabeth tut sich daraufhin mit ihrem Gesandten in Schottland Throckmorton zusammen. Gemeinsam wollen sie Moray gegen Maria aufwiegeln.
Sekretär Rizzio ermutigt derweil Maria, den Katholiken Lord Darnley zu heiraten, der nach Elizabeth den Thron erben wird. Obwohl sie eigentlich Bothwell liebt und dieser ihr einen Heiratsantrag macht, entschließt sich Maria, Darnley zu heiraten. Marias Berater versuchen daraufhin Rizzio loszuwerden. Als Maria es ablehnt, Rizzio aus seinem Dienst zu entlassen, bringen die Berater Darnley dazu, Rizzio des Ehebruchs mit Maria zu beschuldigen. Rizzio wird anschließend von einer Gruppe schottischer Lords in Marias Schlafgemach ermordet. Zudem zwingen sie Maria, ein falsches Geständnis zu unterschreiben. Bothwell und seine Männer helfen Maria und Darnley zu entkommen und vereiteln so Morays und Elizabeths Intrige.
Maria bringt schließlich einen Sohn namens James zur Welt. Darnley, der Zweifel an seiner Vaterschaft hegt, droht damit, James als seinen legitimen Nachfolger zu verleugnen. Er kann sein Vorhaben jedoch nicht mehr in die Tat umsetzen, als er bei einem Brand in seinem Gemach zu Tode kommt. Als John Knox Bothwell des Mordes an Darnley beschuldigt, tauchen Bothwell und Maria unter und geben sich heimlich das Ja-Wort. Moray entführt unterdessen Marias Sohn und die abtrünnigen Lords greifen Holyrood Palace an. Da sich Morays Truppen in der Überzahl befinden, erklärt sich Bothwell bereit, Schottland zu verlassen – jedoch nur unter der Bedingung, dass Maria Königin von Schottland bleibt. Doch nur wenig später zwingt Moray seine Halbschwester zur Abdankung, macht sich selbst zum König und lässt Maria in den Kerker werfen. Maria kann fliehen und sucht Zuflucht in England – darauf hoffend, dass Elizabeth sie und nicht Moray unterstützt. Elizabeth nimmt jedoch Maria gefangen und lässt sie des Hochverrats anklagen. Als Maria von Bothwells Tod erfährt, akzeptiert sie das Todesurteil, das über sie verhängt wird, und entsagt allen Ansprüchen der Stuarts auf den englischen Thron, selbst dann noch, als ihr Elizabeth Gnade erteilen will. Stolz blickt Maria ihrer Hinrichtung entgegen.

## Hintergrund
Maxwell Andersons Bühnenstück Mary of Scotland, das dem Film als Vorlage diente, war mit Helen Hayes und Fredric March in den Hauptrollen in der Saison von 1933 bis 1934 ein großer Erfolg am Broadway. Nachdem Katharine Hepburn das Stück gesehen hatte, wollte sie die Maria Stuart unbedingt auf der Leinwand spielen. Hepburn, die seinerzeit bei RKO Pictures unter Vertrag stand, wollte für die Verfilmung George Cukor als Regisseur, der mit ihr zuvor bereits Sylvia Scarlett (1935) gedreht hatte. Da dieser Film jedoch zum Flop an der Kinokasse geraten war, beschloss Produzent Pandro S. Berman, John Ford als Regisseur zu verpflichten. Fredric March schlüpfte dann auch für die Verfilmung in die Rolle des Bothwell. Für die Filmbauten war Van Nest Polglase zuständig, die Kostüme entwarf Walter Plunkett.
Die Weltpremiere von Maria von Schottland fand am 28. Juli 1936 in New York statt. Der Film wurde einen Monat später auch bei den Internationalen Filmfestspielen von Venedig aufgeführt. Im Dezember 1936 wurde er in der Originalfassung in Österreich gezeigt, wo er unter dem Titel Maria Stuart anlief und später auch synchronisiert wurde. In Deutschland wurde er erstmals am 13. Februar 1974 vom Bayerischen Rundfunk im Fernsehen gezeigt.

## Kritiken
Für Frank S. Nugent von der New York Times war Maria von Schottland ein „üppig produzierter, würdevoller und rührender Film“ über eine der bedeutendsten Persönlichkeiten der Geschichte. Er besitze „Tiefe, Kraft und Menschlichkeit“. Dennoch gebe es Momente, in denen die Figuren, allen voran Maria Stuart, nicht klar genug gezeichnet seien, und Szenen, denen es im Vergleich zum Bühnenstück an Vitalität mangle. Die meiste Zeit jedoch brilliere Hepburn in ihrer Rolle und auch Fredric March habe ein erstklassiges Porträt des „kühnen“ Bothwell abgeliefert.
Variety befand, dass Katharine Hepburn oberflächlich betrachtet nicht die richtige Wahl für die Rolle der schottischen Königin gewesen sei. Sie wirke „nie so zäh, wie sie sollte“, sie zeige nicht „diese Courage und Entschlusskraft, von der die Geschichtsbücher berichten“. Aber gerade das mache den Film „so viel menschlicher“. Dem Lexikon des internationalen Films zufolge habe Regisseur John Ford den Film „mit meisterhafter Ausdruckskraft gestaltet“.

## Deutsche Fassungen
Eine erste deutsche Synchronfassung entstand 1937 bei der Selenophon Licht- und Tonbildgesellschaft in Wien. Bernhard Kulisz schrieb das Dialogbuch und Karl von Zieglmayr führte die Dialogregie. Eine zweite Synchronbearbeitung wurde 1974 anlässlich der Fernsehausstrahlung im Bayerischen Rundfunk vorgenommen.
| Rolle             | Darsteller        | Synchronsprecher 1937 | Synchronsprecher 1974  |
| ----------------- | ----------------- | --------------------- | ---------------------- |
| Maria Stuart      | Katharine Hepburn | Lisbeth Hübel         | Maddalena Kerrh        |
| Bothwell          | Fredric March     | Herbert Brunar        | Christoph Bantzer      |
| Elisabeth Tudor   | Florence Eldridge | Margarete Fries       | Ursula Mellin          |
| Darnley           | Douglas Walton    | Erik Frey             | Michael Ande           |
| Rizzio            | John Carradine    | Harry Nestor          | Fred Maire             |
| Morton            | Robert Barrat     | Sigurd Lohde          | Stephan Orlac          |
| Leicester         | Gavin Muir        |                       | Klaus Abramowsky       |
| Moray             | Ian Keith         | Walter Gynt           | Reinhard Glemnitz      |
| John Knox         | Moroni Olsen      | Theo Götz             | Alexander Allerson     |
| Ruthven           | William Stack     | Peter Sturm           | Rolf Castell           |
| Randolph          | Ralph Forbes      |                       | Alexis von Hagemeister |
| Throckmorton      | Alan Mowbray      | Ludwig Donath         | Herbert Weicker        |
| Mary Beaton       | Frieda Inescort   |                       | Eva Berthold           |
| Huntly            | Donald Crisp      |                       | Werner Kreindl         |
| Lindsay           | David Torrence    |                       | Kunibert Gensichen     |
| Burghley          | Lionel Pape       | Egon Curth            |                        |
| Pflegerin         | Mary Gordon       |                       | Alice Franz            |
| Lexington         | Wilfred Lucas     |                       | Thomas Reiner          |
| Kirkcaldy         | D’Arcy Corrigan   |                       | Alois Maria Giani      |
| Fischer           | Lionel Belmore    |                       | Kurt Jaggberg          |
| Frau des Fischers | Doris Lloyd       |                       | Haide Lorenz           |